# VG Nicolaus
Die VG Nicolaus GmbH ist ein Verpackungsmittelhersteller aus Kempten (Allgäu). Das zur belgischen Van Genechten Packaging Group gehörende Unternehmen stellt Verpackungslösungen wie Schachteln oder Faltschachteln her. Außerhalb Deutschlands werden zwei Werke in Frankreich sowie je eins in Belgien, Lettland, Polen, Russland und Ungarn mit weltweit 1.500 Mitarbeitern unterhalten.

## Geschichte
Das Unternehmen entwickelte ab 1920 den Offsetdruck auf Pergamentpapier für die lokale Milchwirtschaft und ihre Erzeugnisse. Im Jahr 1936 verkaufte der Ronsberger Heinrich Nicolaus der Kemptener Werk an Unilever. Unilever baute den Kemptener Standort auf 400 Mitarbeiter aus.
Während der eher leichten Bombardements durch die Alliierte in der Endzeit des Zweiten Weltkriegs auf Kempten, trafen einige Bomben auch das Offset-Druckwerk am Ostbahnhof. Die Fabrikanlagen wurden hierbei völlig zerstört.
Nach dem Zweiten Weltkrieg entstand bis 1956 eines der größten Versuchslaboratorien für Verpackung auf dem europäischen Kontinent. Etwa 1000 Mitarbeiter waren zu dieser Zeit bei dem Unternehmen beschäftigt. Im Produktionsprogramm waren Faltschachteln sowie Verbundfolien. In den 60er Jahren verlegte der damals als 4P Nicolaus benannte Konzern seine Hauptverwaltung nach Kempten und machte ab 1964 Kempten zu einem europäischen Verpackungszentrum. 1973 exportierte der Konzern seine Erzeugnisse in mehr als 30 Länder und erreichte einen Gesamtumsatz von 520 Millionen DM. Geschäftsführer in den 1980er Jahren war der Betriebswirt und Marketing-Direktor Gerhard Kisel (* 1938 in Kempten; ab November 1984 Präsident der European Carton Makers Association).
1991 verkaufte Unilever die 4P Nicolaus. nach wirtschaftlichen Misserfolgen in den 1980er Jahren an die niederländische Unternehmung Van Leer, welche die Mitarbeiterzahl sinken ließ. Im Jahr 1997 übernahm der belgische Konzern Van Genechten das Unternehmen mit 500 Mitarbeitern. 1998 lag der Umsatz bei 47 Millionen Euro. Nicolaus führte 1960 neben dem Produktionsstandort Kempten auch einen in Köln.